# Kamienica przy ulicy 3 Maja 6-8 w Katowicach
Kamienica przy ulicy 3 Maja 6-8 w Katowicach (zwana także „Kamienicą Pod Butem”) – zabytkowa kamienica mieszkalno-handlowa, znajdująca się przy ulicy 3 Maja 6 i 8 w Katowicach, w dzielnicy Śródmieście. Nazywana jest także „Haus Kochmann” lub „Dom Kochmanna”, a swoją obecną nazwę wzięła od znajdującej się na tarczy herbowej płaskorzeźbie, przedstawiającej buta. Kamienica w obecnym kształcie została ukończona w 1907 roku w stylu secesyjnym z elementami neogotyckimi i modernistycznymi, a charakterystycznym jej elementem jest dekoracja fasady nawiązująca do dębu. Jest ona wpisana do rejestru zabytków (nr rej.: A/1390/89 z 23 października 1989 roku). 

## Historia
Zanim powstała obecna kamienica, w budynku z 1860 roku pod numerem 6 w 1862 roku założono Dom Obuwia, prowadzony przez Fritza Kochmana. Na miejscu tego budynku powstała na początku XX wieku obecna kamienica. Obiekt wzniesiono w latach 1903–1907 według projektu Hugo Grünfelda (projekt był sygnowany jego podpisem). Jako pierwsza w 1903 roku powstała kamienica pod numerem 6, zaś w 1907 roku dom rozbudowano do rozmiarów dzisiejszych.
W nowej kamienicy od początku przewidziano zagospodarowanie parteru na działalność handlową. Mieściły się tam m.in. Dom Obuwia, sklep Textyl braci Wasserthell, Centrala Światła czy sklep Wedla.
W dniu 23 października 1989 roku kamienicę wpisano do rejestru zabytków. Ze względu na zły stan techniczny budynku, kamienica w 2004 roku przeszła kompleksowy remont, natomiast w latach 2013–2014 prace sięgały wewnętrzny dziedziniec, który podniesiono o jeden poziom.

## Charakterystyka

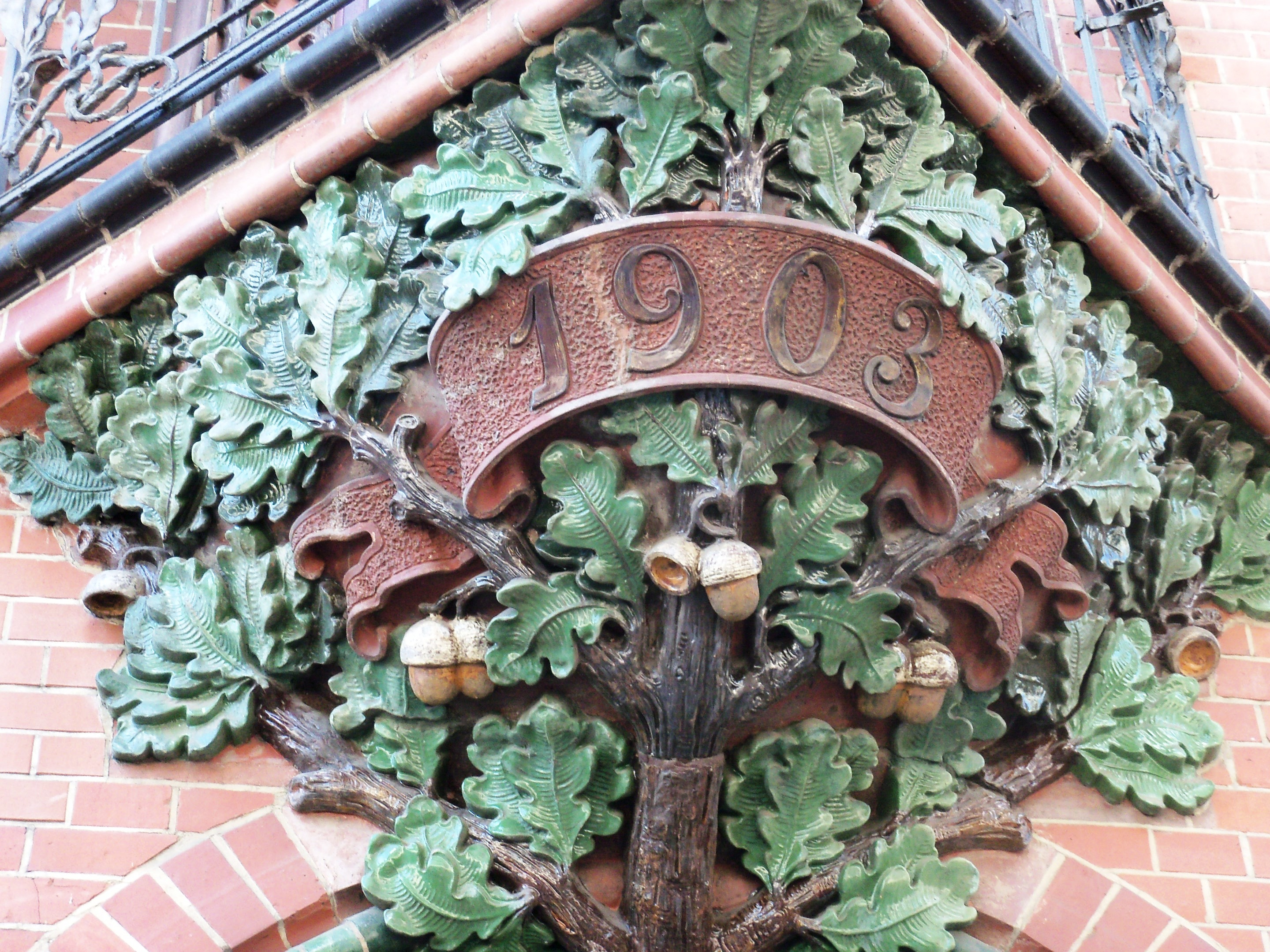
Detal z inskrypcją 1903

Kamienica przy ulicy 3 Maja 6-8 w Katowicach stanowi połączone ze sobą kamienice połączone wspólnym dachem. Lewą część zbudowano w 1903 roku w stylu secesyjno-neogotyckim, a prawą (z 1907 roku) w stylu secesyjno-modernistycznym. Kamienica posiada 5 kondygnacji, a powierzchnia zabudowy budynku wynosi 393 m².
Jest ona licowana czerwoną cegłą. Elewacja frontowa jest niesymetryczna; przebudowana w strefie parteru. Okna zostały zamknięte odcinkowym łukiem. Na osi centralnej zlokalizowano wsparty na konsolach trójboczny wykusz z loggią balkonową. Jej dekoracja przedstawia dęby. Kamienica posiada cztery kondygnacje, podpiwniczenie oraz poddasze. W partii centralnej elewacji umieszczono tarczę herbową z wyobrażeniem buta, od którego wzięła się nazwa budynku. Część zachodnia na pierwszej i drugiej kondygnacji jest dwuosiowa z dużymi oknami wystawowymi. Okna wyższych kondygnacji zamknięto łukiem odcinkowym. Na pierwszej osi zaznaczono wykusz dwuosiowy na planie wyciętego koła. Przylegają do niego balkony z metalowymi balustradami.
W budynku zachowała się oryginalna stolarka drzwi i okien, a w sieni – posadzka z płytek ceramicznych. Okładzina ceramiczna na ścianach posiada motywy stylizowanych liści. Dwubiegowe schody posiadają balustradę tralkową.

## Galeria

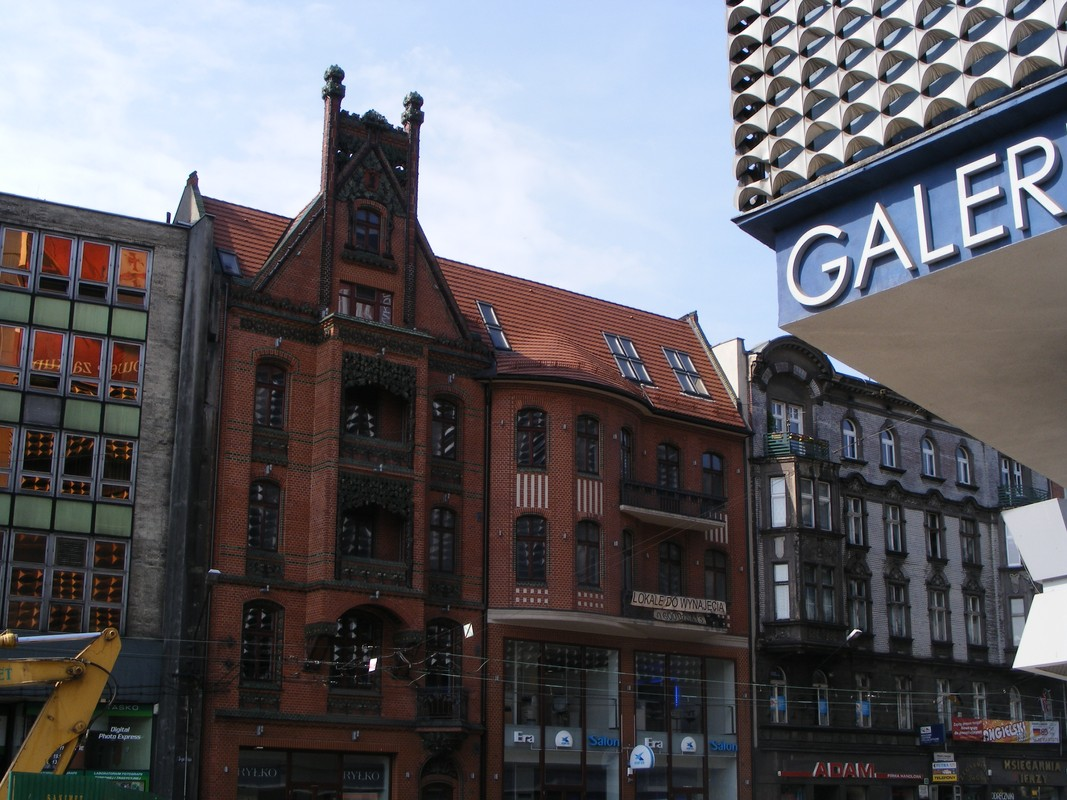
Kamienica w 2008 roku
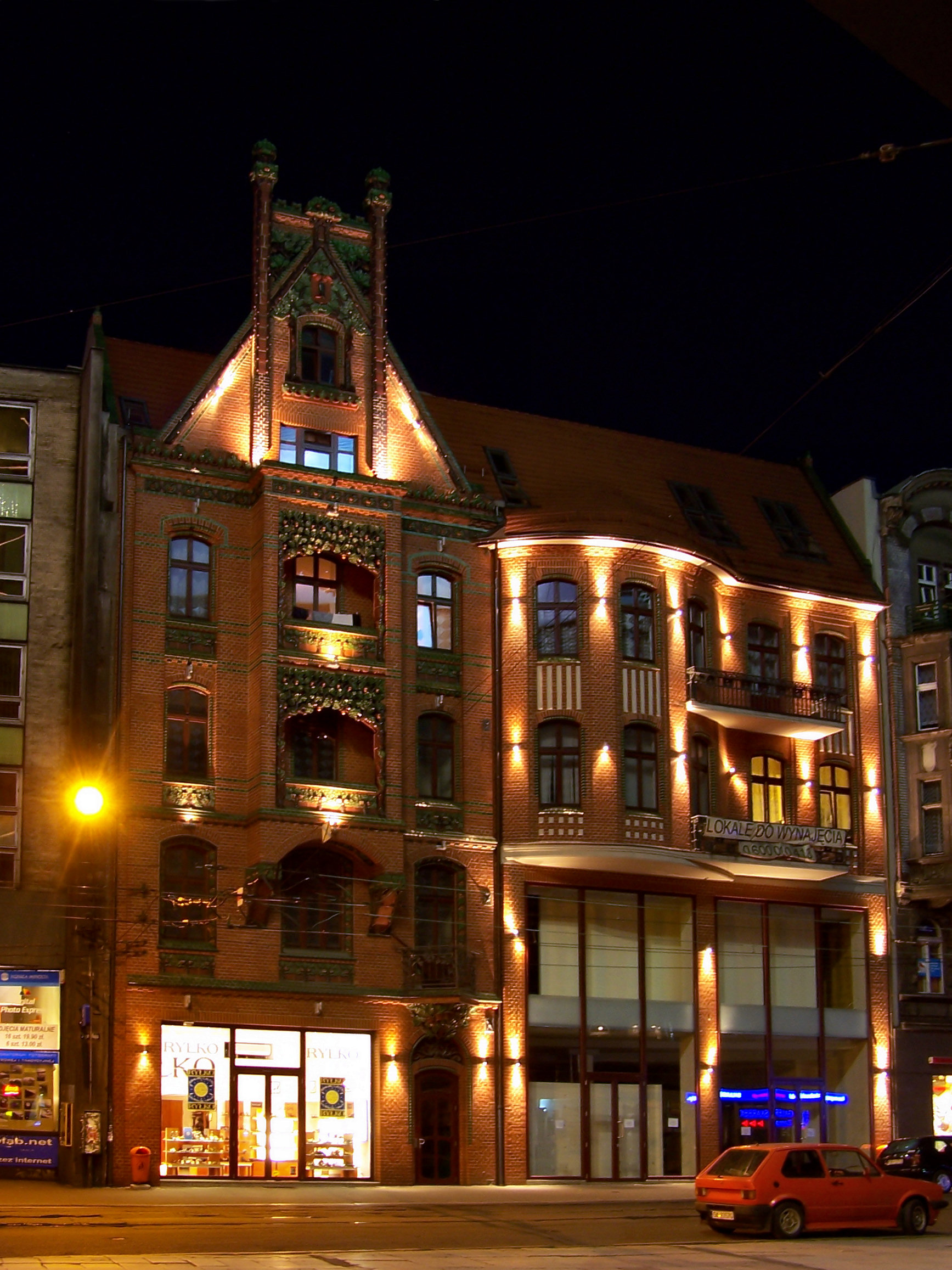
Kamienica nocą
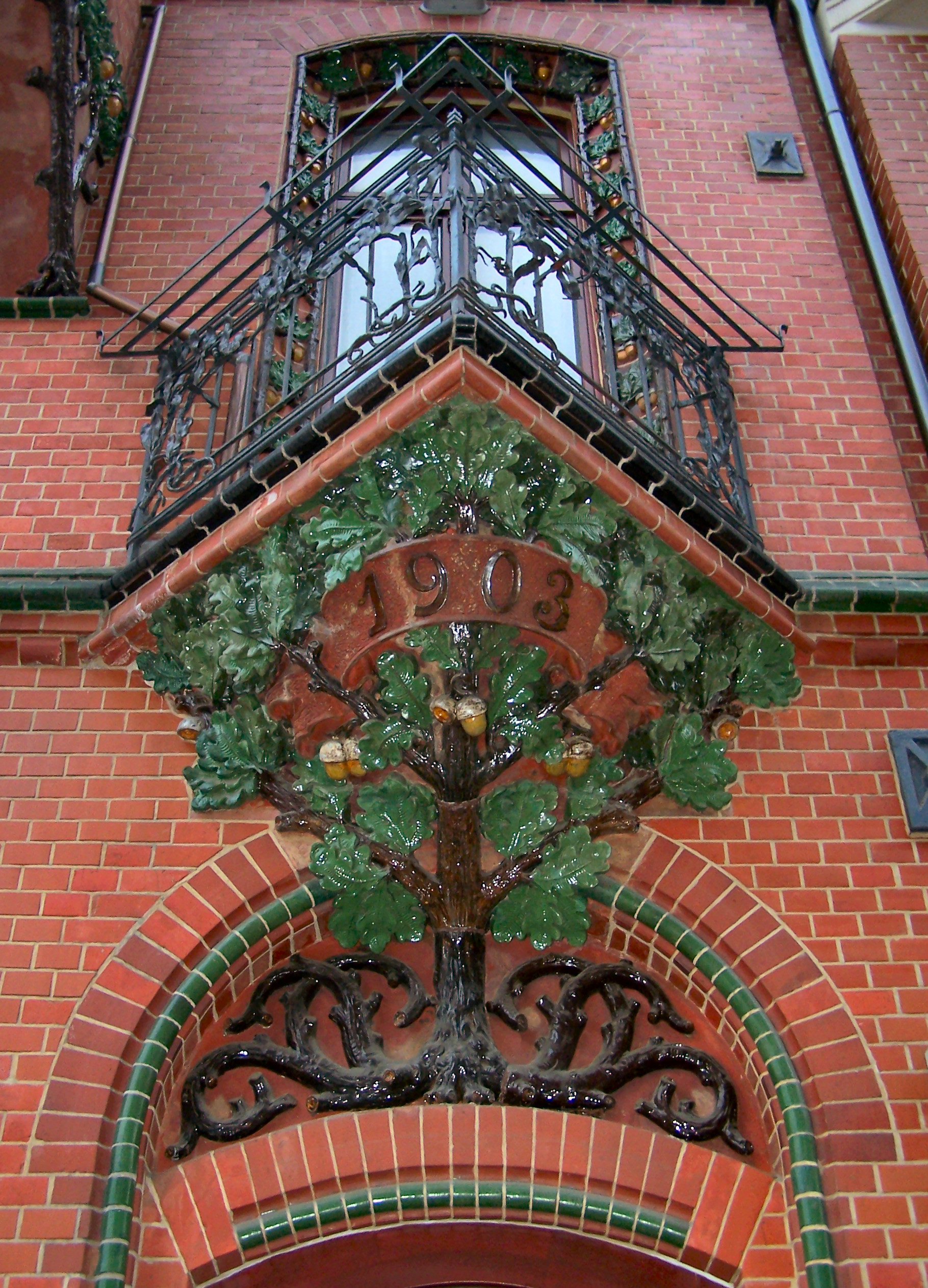
Konsola wspierająca balkon nad portalem wejściowym
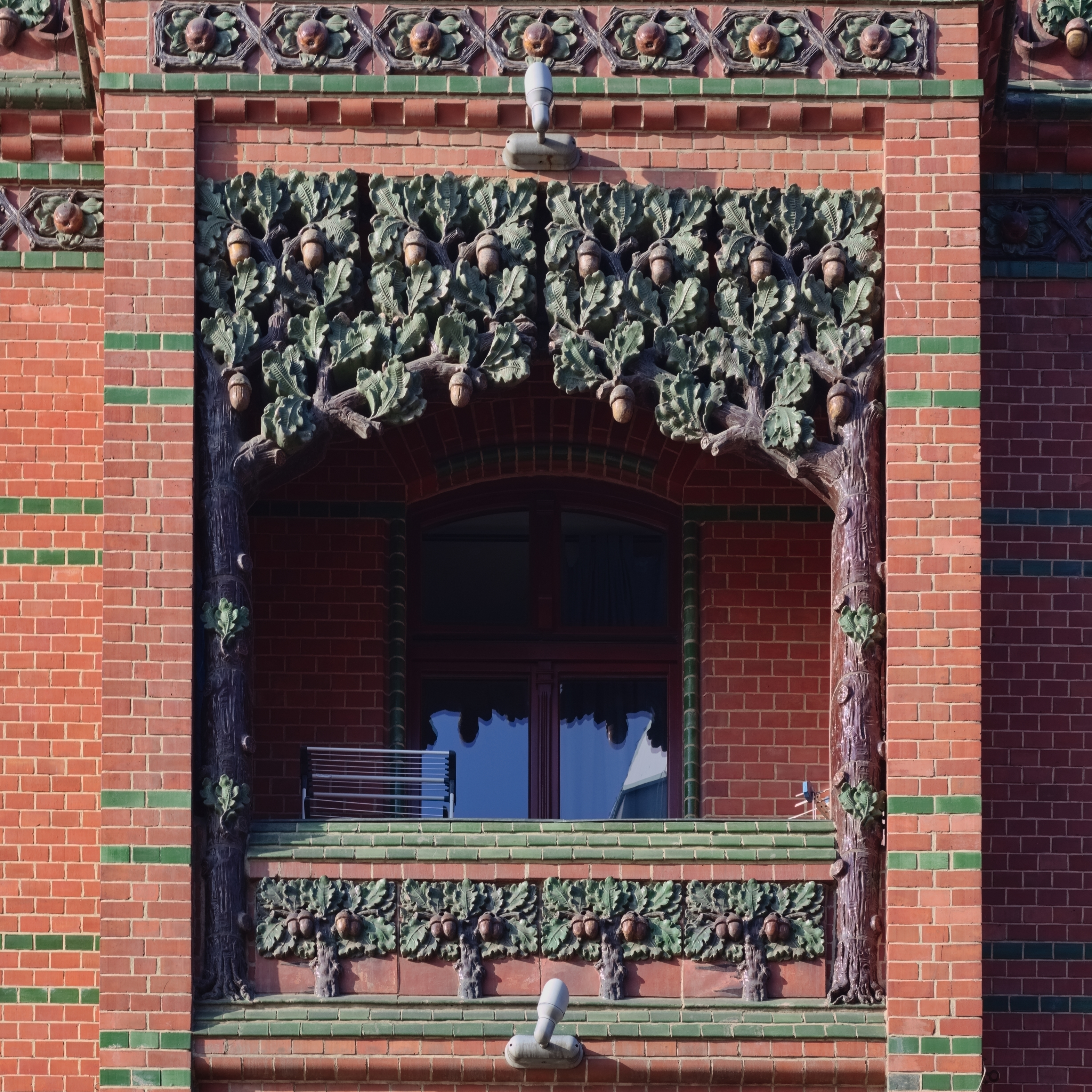
Loggia
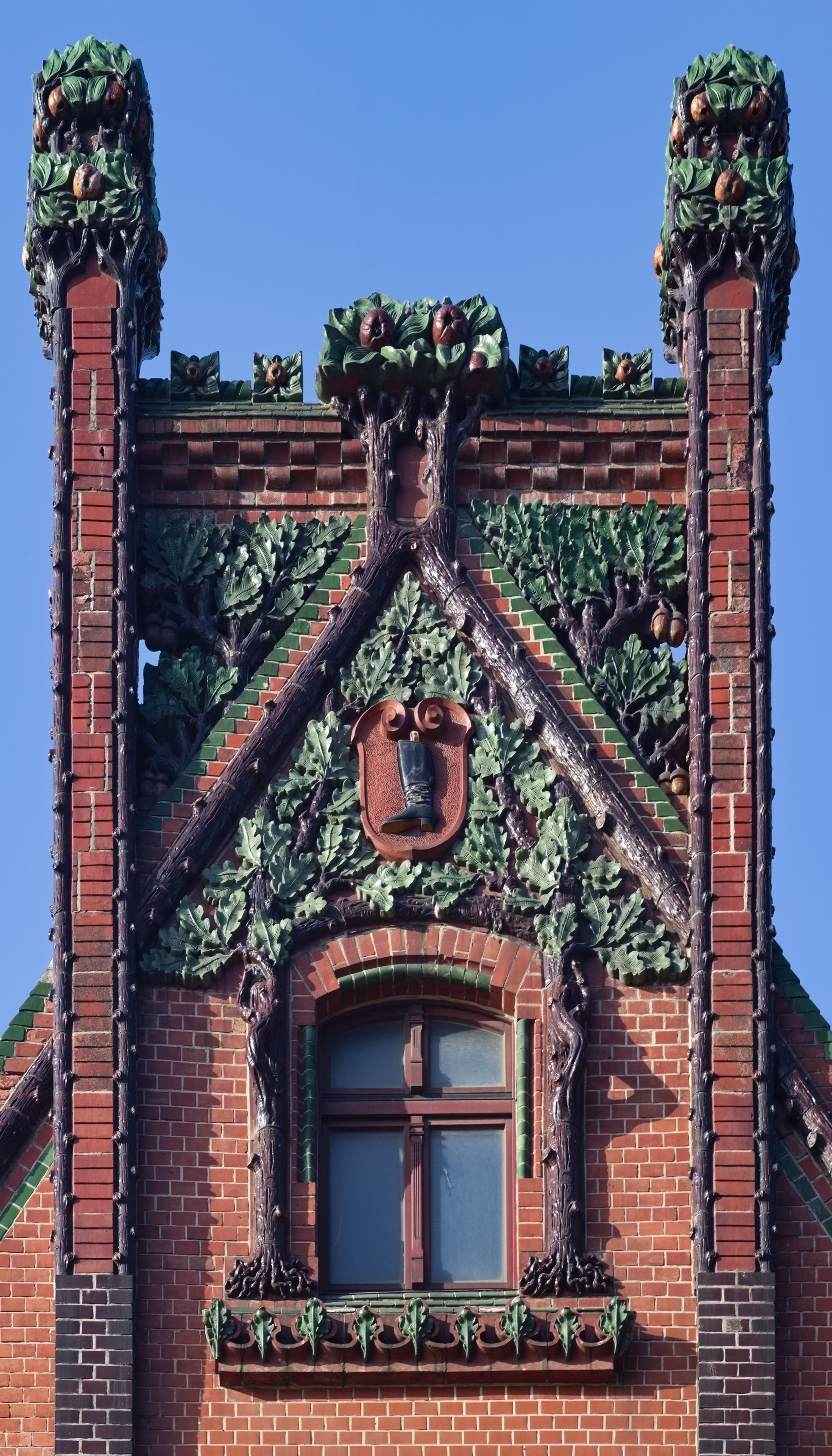
Szczyt kamienicy
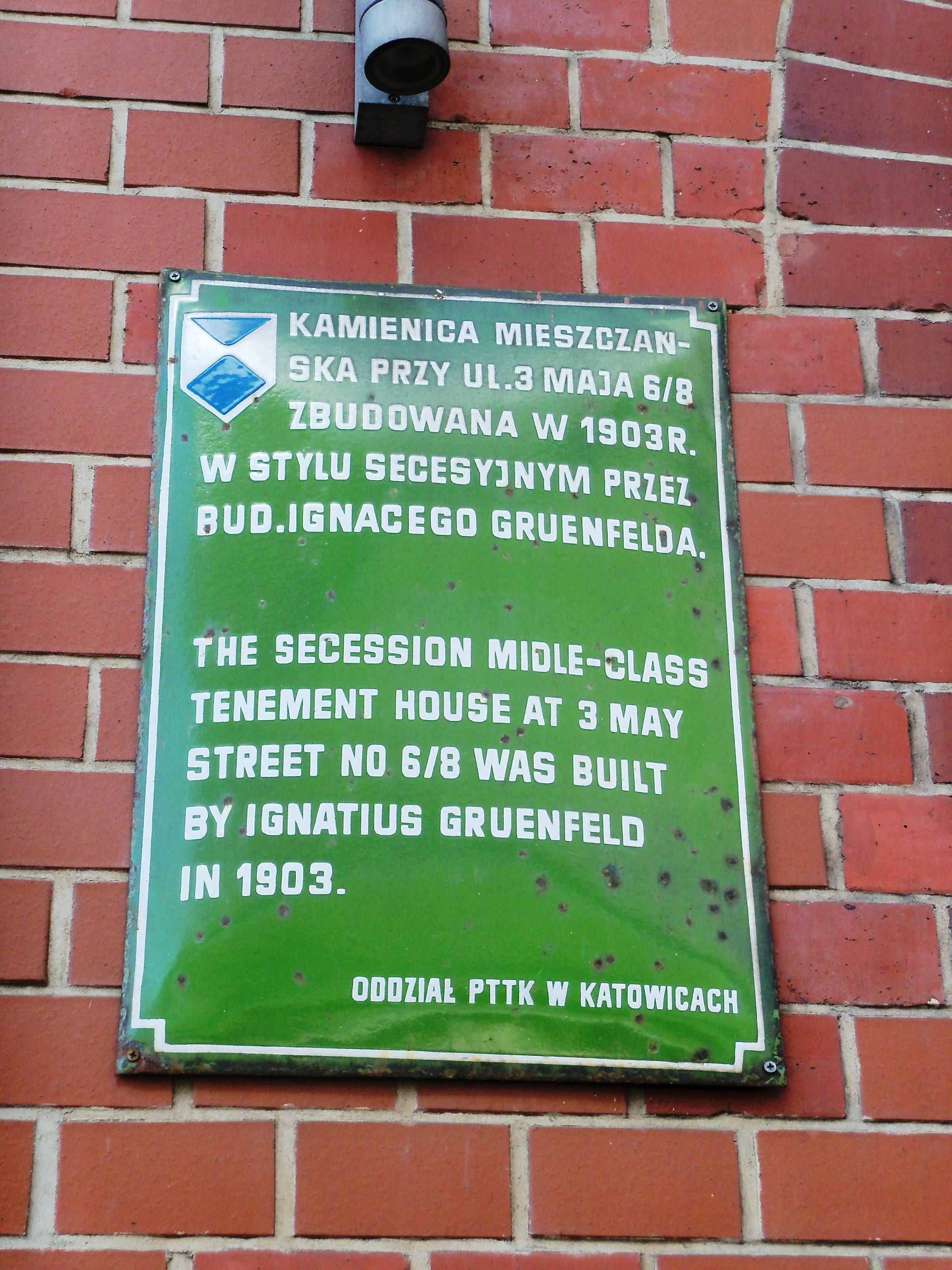
Tabliczka informacyjna